# DNA beta-glucosiltransferasi
La DNA beta-glucosiltransferasi è un enzima appartenente alla classe delle transferasi, che catalizza la seguente reazione:
Trasferisce un residuo β-D-glucosile dall'UDP-glucosio ad un residuo di idrossimetilcitosina del DNA.